# Mosquée de Nanning
La mosquée de Nanning chinois : 南宁清真寺 ; pinyin : Nánníng qīngzhēnsì ; litt. « mosquée de Nanning ») est une mosquée construite en 1707, pendant le règne de l'empereur Kangxi de la dynastie Qing, dans la ville de Nanning, la capitale de la région autonome zhuang du Guangxi, en République populaire de Chine.
d'une surface de 1 890 m², sur trois étages, cette mosquée peut accueillir 100 personnes.